# Banca della Guyana
La Banca della Guyana (in inglese: Bank of Guyana), è la banca centrale di Guyana. La sua funzione principale è quella di regolare il sistema bancario del Paese.

## Storia
La Bank of Guyana fu fondata dal Portaria n. 23 della Bank of Guyana del 1965. Le operazioni iniziarono il 16 ottobre 1965, sette mesi prima dell'indipendenza politica del paese. La rapida istituzione della Banca fu facilitata da un accordo tra il governo britannico (che agiva per conto di due membri coloniali del British Caribbean Currency Board (BCCB) e il governo di Trinidad e Tobago) per sciogliere la BCCB a metà del 1967 e cessare l'emissione di valuta dopo il 1965.
Nel settembre 2019, la Bank of Guyana ha bloccato l'acquisizione delle attività di Scotiabank in Guyana da parte della Republic Bank. Nel dicembre 2019.
La Bank of Guyana ha trasferito il primo fondo sovrano del paese al suo organo di gestione. Cinque mesi dopo, il fondo riceverà il primo pagamento di 4,9 milioni di dollari in royalties derivanti dalla produzione petrolifera offshore. Nell'ottobre 2020, la Bank of Guyana ha deciso di allentare i requisiti di identificazione di due banche commerciali per i titolari di conti individuali che desiderano aprire e mantenere conti, ammettendo che i requisiti precedenti erano troppo rigorosi.

### Elenco dei Presidenti
Nel corso della sua storia, il Guatemala ha avuto 28 presidenti di banche centrali, i più recenti dei quali sono elencati di seguito.
| Rango | Nome                    | Mandato                          |
| ----- | ----------------------- | -------------------------------- |
| 1     | Horst Bockelmann        | (16 ottobre 1965 - gennaio 1968) |
| 2     | William Peter D'Andrade | (gennaio 1968 - 1973)            |
| 3     | Patrick E. Matthews     | (1973 - settembre 1991)          |
| 4     | Archibald Meredith      | (settembre 1991 - giugno 1997)   |
| 5     | Dolly Sursattie Singh   | (giugno 1997 - giugno 2005)      |
| 6     | Lawrence Williams       | (giugno 2005 - maggio 2014)      |
| 7     | Gobind Ganga            | (Da novembre 2014)               |